# James Clifton Williams
James Clifton Williams (Traskwood, Arkansas, 26 maart 1923 – Miami, Florida, 12 februari 1976) was een Amerikaans componist, muziekpedagoog, dirigent en hornist.

## Levensloop
Williams eerste muzikale ervaringen maakte hij met piano, mellophone en hoorn in de orkesten en harmonieorkesten van de school in Malvern en Little Rock in Arkansas. In 1942 werd hij lid van het U.S. Army Air Corps. Later studeerde hij compositie en theoretische vakken aan de Universiteit van Louisiana in Baton Rouge bij Helen Gunderson en aan de befaamde Eastman School of Music in Rochester, New York, bij Bernard Rogers en Howard Hanson, waar hij in 1949 zijn Master of Music behaalde.
Hij deed orkestervaring in het symfonieorkest van San Antonio en het symfonieorkest van New Orleans. Van 1949 tot 1966 was hij docent aan de Universiteit van Texas in Austin en werd aansluitend hoofd van de afdeling muziektheorie en compositie aan de School of Music van de Universiteit van Miami in Coral Gables. Hij was een goede vriend van de dirigent Frederick Fennell.
Grote verdiensten heeft hij om de ontwikkeling van de blaasmuziek als concertvorm, omdat hij werken geschreven heeft, die ook buiten de harmoniewereld achting en respect kregen. Zo is het ook niet verwonderlijk, dat hij met zijn composities de eerste beide Ostwald Composition Awards van de American Bandmasters Association won. Zijn werken voor harmonieorkesten ontwikkelden zich tot een art standard-repertoire in de Verenigde Staten, Canada, Europa en Japan. Naast zijn talrijke prijzen en onderscheidingen behoren de erelidmaatschap in het Ostwald Memorial Band Music Committee, in de Phi Mu Alpha Sinfonia National Professional Music Fraternity, als Governor of Province 13 en als eredoctor voor muziek van het Conservatorio Nacional de Música te Lima, Peru, in 1964 tot de belangrijkste onderscheidingen.

## Composities

### Werken voor harmonieorkest
- 1956 Fanfare and Allegro (de eerste originale compositie voor harmonieorkest, die met de American Bandmasters Association's Ostwald Award bekroond werd)
- 1957 Pastorale
- 1957 Symphonic Suite
  1. Intrada
  2. Chorale
  3. March
  4. Antique Dance
  5. Jubilee
- 1957 The Ramparts
- 1958 Dramatic Essay, voor trompet en harmonieorkest
- 1960 The Sinfonians, symfonische mars
- 1960 Concertino, voor slagwerk en harmonieorkest
- 1961 Variation Overture
- 1962 Festival
- 1963 Laredo, paso-doble (opgedragen aan: Elmo Lopez)
- 1963 Symphonic Essays
- 1964 Castle Gap, concertmars
- 1964 Symphonic Dances
  1. Comanche
  2. The Maskers
  3. Fiesta
  4. Square Dance
  5. New Generation
- 1964 Dedicatory Overture
- 1964 Trilogy
- 1964 The Strategic Air Command, concertmars
- 1965 Air Force Band of the West March
- 1967 The Ramparts, voor gemengd koor en harmonieorkest
- 1976 Caccia and Chorale
- 1979 Celestium
- Academic Processional March
- March Lamar
- Marchers March
- Solemn Fugue
- Songs of Heritage

## Publicaties
- Stephen P. Kerr: A Brief Biography of James Clifton Williams. in: Journal of Band Research 34-1 (Fall '98), 1998.
- Joe Rayford Daniel: The Band Works of James Clifton Williams. Ph.D., Music, University of Southern Mississippi. 1981. 337 p.

- Bibliothèque nationale de France: cb13950464h (data)
- CiNii: DA12875874
- Gemeinsame Normdatei: 134941950
- International Standard Name Identifier: 0000 0000 8087 0073
- Library of Congress Control Number: n88642376
- MusicBrainz: e08f6d3f-8bdf-48a9-8e5a-aa755415950c
- Nationale Bibliotheek van Israël: 987007451241705171
- SNAC: w6bk43gt
- Trove: 1157914
- Virtual International Authority File: 7580035
- WorldCat: E39PBJxd38Y8HG8ptxg9WCDjG3